# Qibray
Qibray (in russo Кибрай, Kibraj) è il capoluogo del distretto di Qibray, nella regione di Tashkent, in Uzbekistan. Si trova tra Tashkent e Chirchiq, 20 km a nord-est della capitale.